# 위기일발 리스본 협정
위기일발 리스본 협정(Hammerhead)은 영국에서 제작된 데이비드 밀러 감독의 1968년 영화이다. 피터 본핸 등이 주연으로 출연하였고 어윈 알렌 등이 제작에 참여하였다.

## 출연

### 주연
- 피터 본핸
- 잭 울가
- 마이클 베이츠
- 주디 기슨

### 조연
- 비벌리 애덤스
- 페니 브램스
- 캐슬린 바이론
- 패트릭 카길
- 베로니카 칼슨

## 제작진
- 의상: 브라이언 콕스